# Pseudopanthera macularia
la Panthère
« Panthère (papillon) » redirige ici. Pour les autres significations, voir Panthère.
Espèce
La Panthère (Pseudopanthera macularia) est une espèce paléarctique de lépidoptères (papillons) de la famille des Geometridae, de la sous-famille des Ennominae.

## Noms vernaculaires
- En français : la Panthère[1].
- En anglais : speckled yellow.
- En allemand : Pantherspanner ou Gelber Fleckenspanner.

## Description
L'imago de la Panthère est un petit papillon jaune clair à jaune orangé, parsemé de taches foncées dont l'étendue varie d'un individu à l'autre et aussi selon les régions où il vit.

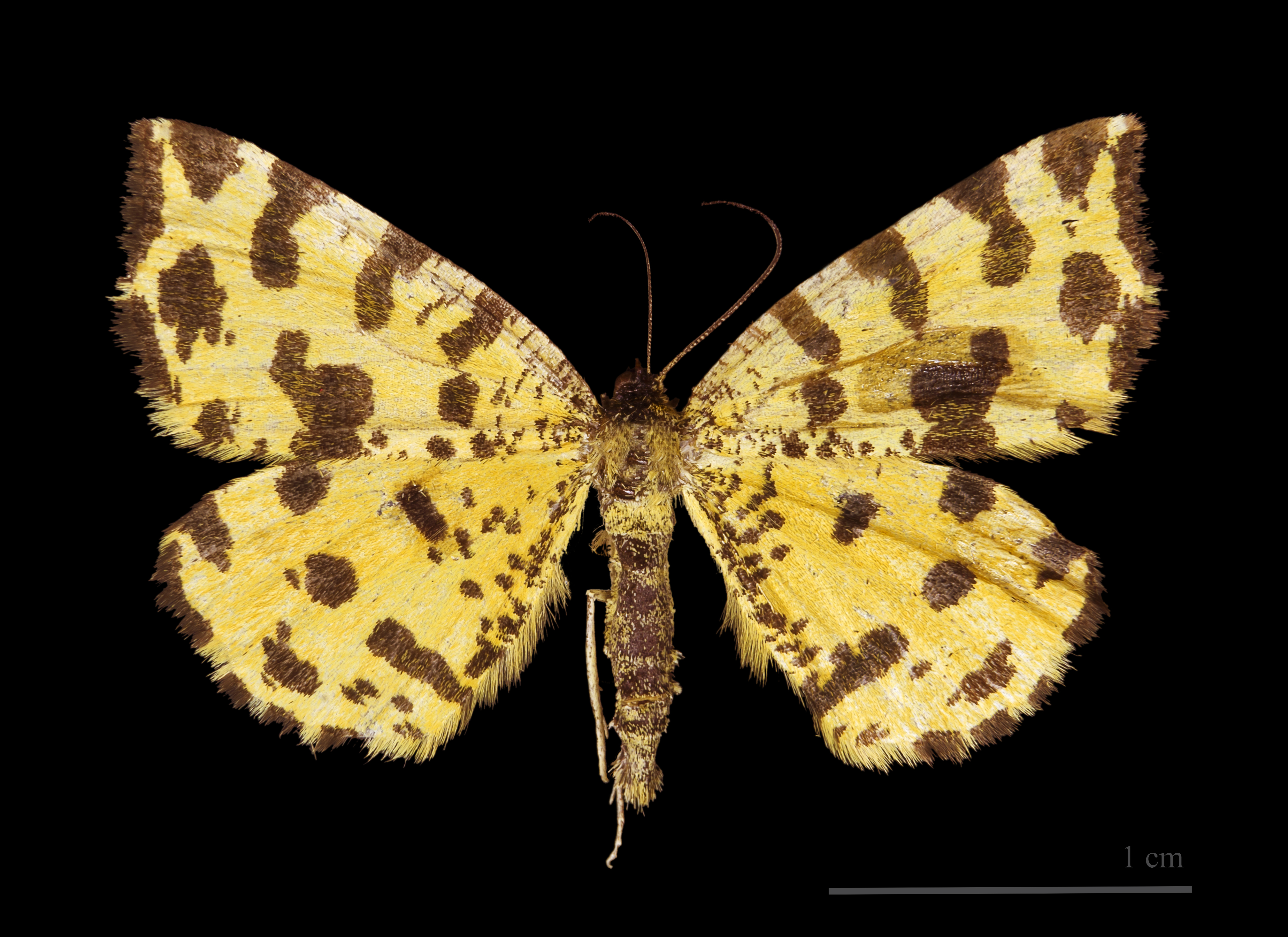
Avers coll. MHNT
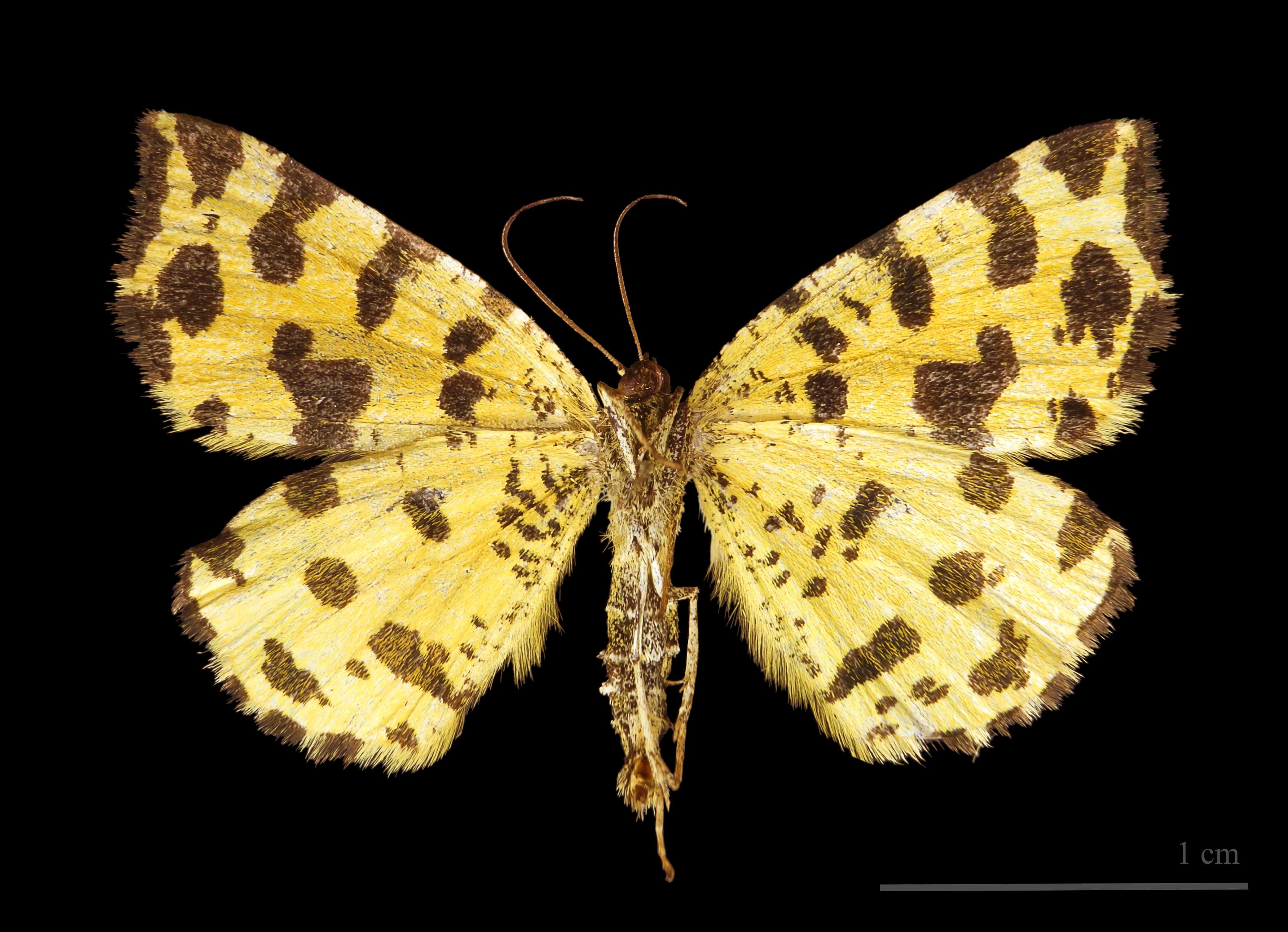
Revers coll. MHNT

## Distribution
L'espèce est largement répandue en Europe, et elle est notamment présente dans la majeure partie de la France métropolitaine.

## Biologie et écologie
Actif le jour, le papillon vole dans les bois clairs, dans les endroits embroussaillés, le long des haies, de mars à juillet selon la localisation.
La chenille, de couleur vert vif, se nourrit de diverses Lamiaceae (labiées) : Germandrées (dont Teucrium scorodonia), Lamium, Mentha, Salvia.
C'est la chrysalide qui hiverne.

## Systématique
L'espèce Pseudopanthera macularia a été décrite par le naturaliste suédois Carl von Linné en 1758, sous le nom initial de Phalaena macularia.